# Phascolarctos yorkensis
Phascolarctos yorkensis — вид ссавців з роду коала (Phascolarctos) з підкласу сумчастих, що мешкав у Австралії від пізнього міоцену чи раннього пліоцену до плейстоцену. Викопні рештки знайдені на півострові Йорк, Південна Австралія. Голотип: ліва нижньощелепна кістка з M1-4. Рід був спочатку розміщений Пледжем у власний рід Cundokoala, але Блек 1999 року перемістив його до роду Phascolarctos. Ця коала є найбільшої із нині відомих (приблизно вдвічі важчою за сіру коалу) це дивно в тому плані, що їй було б важко всидіти на гіллі дерев. Цей вид відрізняється від інших сильною різницею в розмірах, для прикладу, перший верхній моляр P. yorkensis має довжину 12.1 міліметрів.